# Orange Maroc
Orange Maroc (früher Méditel oder Médi Télécom) ist ein marokkanisches Telekommunikationsunternehmen. Es betreibt ein landesweites GSM-Netz.
Das Unternehmen hat seine Firmenzentrale in Casablanca. 2010 übernahm France Telecom (heute Orange) 40 Prozent der Unternehmensanteile für 640 Millionen Euro, um in den marokkanischen Telekommunikationsmarkt einzusteigen.